# Lasioglossum tarsatum
Lasioglossum tarsatum ist eine europäische Bienenart aus der Gattung Lasioglossum, im deutschen wird sie Dünen-Schmalbiene genannt.

## Merkmale
Diese relativ kleine Schmalbiene ist etwa 5 bis 6 mm lang, dunkel gefärbt und besitzt keinen metallischen Glanz. Am letzten Tergit ist eine kahle Längsfurche. Im Vorderflügel 3 Cubitalzellen, Beinsammler. Das Gesicht ist rundlich, die Tergitenden sind aufgehellt, das Propodeum ist abgerundet.
Diese Art kann, wie die meisten Arten der Gattung, nur mit Vergleichsmaterial und Spezialliteratur sicher bestimmt werden.

## Verbreitung
Diese Biene ist sehr weit verbreitet, aber stets sehr selten. Sie ist in vielen Ländern Europas verbreitet. Das Gesamtverbreitungsgebiet reicht ostwärts bis Russland, südwärts bis Latium und Mazedonien, nordwärts bis Schweden.
In Deutschland ist sie außer in Rheinland-Pfalz, Hessen und Thüringen aus allen Bundesländern nachgewiesen, aus Mecklenburg-Vorpommern gibt es allerdings nur historische Meldungen. In Österreich ist sie in den Bundesländern Vorarlberg, Kärnten, Niederösterreich und Burgenland nachgewiesen; In der Schweiz liegen aktuelle Vorkommen bei Bern, im St. Gallener Rheintal und im Tessin.

## Lebensweise
Diese Schmalbiene nistet in selbstgegrabenen Hohlräumen in der Erde, vermutlich ist die Art solitär. In den Niederlanden wurden Nestaggregationen gefunden. Die Weibchen fliegen von April bis August, die Männchen ab Juni. Vermutlich ist die Art polylektisch, auch wenn nur wenige Pollenquellen belegt sind.
Als Lebensraum gelten sandige Gebiete, sowohl Küsten- als auch Binnendünen, Flugsandfelder und Sandgruben. Dass sie vor kurzem in München in einem Friedhof entdeckt wurde, war eine Überraschung (auch wenn nur ein Männchen gefunden wurde). Dort gibt es Blühstreifen und „extensive Pflege“, die Flächen werden nur ein bis zwei Mal im Jahr gemäht, Teile werden auch nicht gemäht. Die Art ist in Bayern vom Aussterben bedroht.
Parasiten: Vielleicht parasitiert die Blutbiene Sphecodes longulus an L. tarsatum.